# 러드퍼드 올콕
러더퍼드 올콕(Sir Rutherford Alcock, 1809년 5월 - 1897년 11월 2일)은 영국의 의사, 외교관으로 청나라 주재 영사, 초대 주일본 총영사, 주일 공사를 맡았다.

## 생애
1809년, 런던 서부 근교의 일링에서 의사 토마스 올콕의 아들로 태어났다. 일찍 어머니를 여의었기 때문에 잉글랜드 북부의 친척 집에 맡겨졌다가 15살 때 다시 아버지에게 돌아가 의학 공부를 시작했다. 처음에는 웨스트민스터 병원과 웨스트민스터 안과 병원에서 1년간 교육을 받은 뒤 1828년까지 파리에 유학하여, 해부학, 화학, 자연사를 배웠고, 또한 프랑스어뿐만 아니라 이탈리아어를 습득했다. 학문에 열중하는 한편, 조각가의 아틀리에에 다니며 조각의 초보 강습을 받고 있었다. 런던에 돌아온 뒤 위의 두 병원에서 레지던트로 2년을 보냈고, 1830년에 왕립 외과 학교에서 개업의로서 면허를 얻었다.
그 후 영국군 군의관이 되어, 전란 중인 이베리아반도에 부임했다. 런던에 돌아온 뒤 내무부 해부 경위 등을 맡았지만, 외무성의 요청에 따라 이베리아에서 외교 문제 처리를 위해 다시 스페인, 포르투갈에 부임했다. 그러나 이베리아에서의 과로로 인해 관절염에 걸려 두 손의 엄지손가락을 전혀 쓸 수 없게 되었다. 따라서 외과 의사로서의 미래를 포기할 수밖에 없었고, 외무성에 들어가 외교관이 되었다.
때마침 아편 전쟁 이후 난징 조약이 청나라 사이에 체결되어 청나라의 다섯 항구가 개항했기 때문에 1844년에 올콕은 푸저우 영사에 임명되었다. 잠시 샤먼에서 보낸 후 조약 항구 푸저우에서 영사 업무를 맡았다. 불평등 조약에 규정된 조계 관리와 영사 재판권 등의 복잡한 업무에서 성과를 거두었고, 1846년에 상하이 영사, 1855년에 광저우 영사로 전임되어 15년의 긴 세월에 걸쳐 중국으로 근무했다. 그동안 푸저우, 상하이의 조계지의 발전에 진력했다. 올콕은 시장 개척을 위해 청나라와 다시 전쟁을 벌여야 한다고 주장하였고, 상하이 영사였던 시절에는 총리 파머스턴 자작에게 청나라에 대한 무력행사를 하도록 진언하는 서한을 보내 제2차 아편 전쟁을 일으켰다.

### 주일 대사
1858년, 엘긴 백작 제임스 브루스가 일본을 방문하여 〈영일수호통상조약〉이 체결되어 1859년(안세이 6년) 7월 1일에 나가사키, 가나가와, 하코다테의 세 항구를 개항할 것을 약속했다. 올콕은 극동 근무 베테랑으로서 수완을 인정받아, 1859년 3월 1일 부로 초대 주일 총영사에 임명되었다.
5월 3일, 올콕은 이 명령을 홍콩에서 받아, 5월 16일에 홍콩에서 출발하여 상하이를 거쳐 6월 4일에 나가사키에 도착했다. 〈영일수호통상조약〉의 비준서 교환을 7월 1일 이전에 수행하도록 지시받았기 때문에, 나가사키를 6월 20일에 출발하여 6월 26일에 시나가와 앞바다에 도착했다.
올콕들의 도착은 사전에 예고는 하지 않았지만, 협상은 순조롭게 진행되어, 7월 11일에 일행은 에도 성에 가서 비준서의 교환을 했다. 이에 앞서 7월 6일에 다카나와의 도젠지에 영국 총영사관을 열고, 군마를 팔아달라고 막부에 요청하기도 했다. 또한 이 사이를 이용하여 7월 1일에 올콕은 개항 예정지인 가나가와에 시찰을 떠났으며, 이곳의 건너 편인 요코하마가 실제 개항지임을 알게 된다. 올콕은 실리적인 면에서 요코하마가 유리하다고 인정하면서도 조약 준수를 요구하였고, 결국 영사관을 가나가와에 설치하는 것으로 타협했다.
1859년 9월부터 10월까지 또 다른 개항지인 하코다테를 여행했다. 12월 23일(안세이 6년), 특명 전권 공사로 승격했다. 또한 1860년 9월 11일(만엔 원년)에는 후지산촌 야마구치 등산로를 이용하여 후지산 등반을 했으며(중간 무라야마산보에 숙박), 이 등정 기록이 남아 외국인으로서는 최초로 후지산을 등반하게 된다. 그 귀로에 아타미 온천을 방문했다. 이때의 기념비가 시내의 온천 지역에 현존하고 있다.
그는 일본의 농촌의 모습에 대해 다음과 같이 쓰고 있다.
이 잘 경작된 골짜기 땅에서 사람들이 행복가득한 좋은 생활을 하고 있는 것을 보면, 이것이 압제에 고통받으며 가혹한 세금을 징수당하고, 고통 받는 곳이라고는 믿을 수 없다. 유럽은 이렇게 행복하고, 형편이 좋은 농부는 없고, 또한 그렇게 온화하고 비옥한 토지도 없다고 생각한다.— 올콕, 대군의 도시

마쓰바라 히사코에 의하면 그는 일본인에 대해 다음과 같이 말하고 있다.
그들은 우상숭배자요, 이교도이며, 축생처럼 하나님을 믿는 않고 죽는 저주받은 영겁의 벌을 받은 사람들이다. 짐승처럼 신앙은 없고 사후의 더 나은 삶에 대한 희망도 없이 죽어가는 것이다. 시인, 사상가와 정치가와 재능있는 예술가로 구성된 민족의 일원인 우리에 비해 일본인은 열등 민족이다.

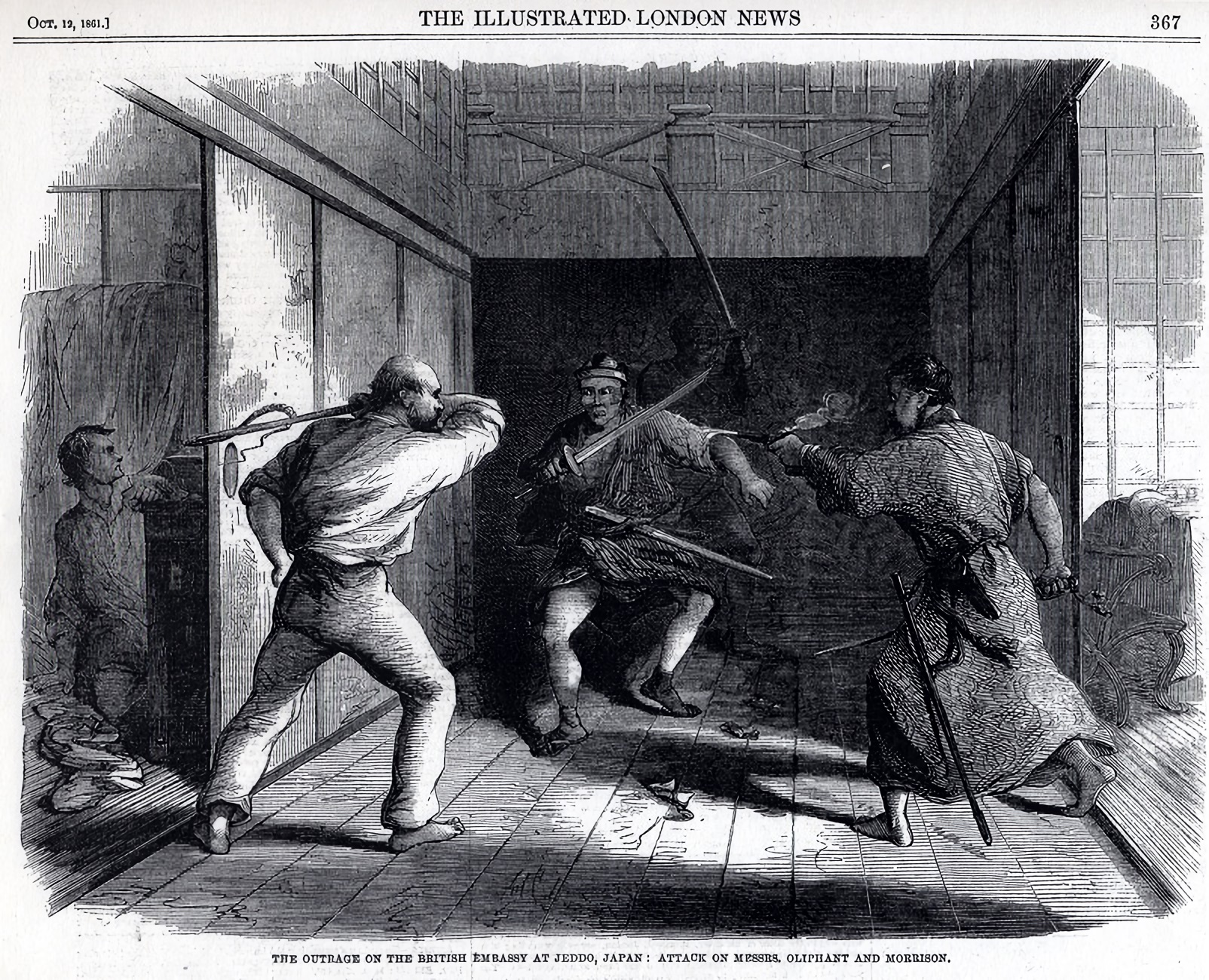
낭인의 습격 (런던 뉴스 삽화)

1861년 1월 14일 (만엔 원년), 미국 주일 공사 타운젠드 해리스의 통역을 맡고 있던 헨리 휴스켄이 양이파에 습격당해 다음날 사망했다. 올콕은 외국인의 안전을 보장하지 못한 막부에 항의로 외교단을 요코하마로 이동시킬 것을 제안했지만, 해리스는 반대했다. 결국 올콕은 프랑스 공사 귀스타브 듀세느 드 벨쿠르와 함께 요코하마로 옮겼다. 에도에 돌아온 것은 1개월 후였지만, 이 무렵부터 해리스와의 관계가 악화되기 시작했다.
1861년 4월 하순부터 모스 사건의 사후 처리를 위해 홍콩에 머물렀다. 얼마 전에 러시아 군함의 쓰시마 점령 사건의 보고를 받고 영국 동인도 함대 사령관 제임스 호프와 협의해 군함 2척을 대마도에 파견해 정찰을 했다. 올콕은 5월 후반에 나가사키에 도착, 6월 1일에 나가사키를 출발 세토 내해와 육로를 통해 34일동안 여행을 하고 7월 4일(분큐 원년)에 에도로 돌아왔다. 이듬해 7월 5일, 양이파 낭인 14명이 영국 공사관을 습격했다. 올콕은 무사했지만, 장관인 로렌스 올리펀트와 나가사키 주재 영사 조지 모리슨이 부상을 당한 제1차 도젠지 사건이 일어났다. 이를 계기로 영국 수병의 공사관 주둔을 인정받아 영국 함대의 군함이 요코하마에 거주하게 되었다. 8월 13일(분큐 원년) 함대를 이끌고 호프가 방일했다. 다음날 8월 14일, 올콕은 호프와 함께 영국 함대가 압력을 넣어 쓰시마 러시아 군함 퇴거시키자고 막부에 제안했고 막부는 이를 받아 들였다. 9월 19일, 러시아 군함은 쓰시마에서 퇴각했다.
8월 14일과 다음날 15일에 열린 회담에서 올콕, 호프, 올리펀트(제1차 도젠지 사건으로 부상을 입고 귀국 예정)와 막부의 노중, 안도 노부마사, 와카도시요리, 사카이 타다마스에게 통역을 붙여 비밀 회담을 열었다. 올콕은 이곳에서 막부의 권력이 저하된 실태를 알게 되었다. 1860년경부터 막부는 니가타, 효고와 에도, 오사카의 개항 개발 시한의 연기를 요구했지만, 올콕은 이를 단호히 거부했다. 그러나 이 회담 후 올콕은 개항 개발 시한을 늦출 필요성을 이해하게 되었고 막부가 파견 예정인 유럽견학사절을 강력하게 지원한다. 올콕은 이 유럽견학사절이 1862년 5월 1일부터 개최되는 런던 만국박람회에 초대 손님으로 참여할 수 있도록 지원하고, 그 외에도 자신의 휴가 귀국을 이용하여 직접 영국 정부에 개항 개발 시한 연기를 호소했다. 사신 일행은 1862년 1월 21일(분큐 원년) 일본을 나섰지만 올콕은 동행하지 않았고, 분큐 2년 3월 23일에 일본을 떠나 뒤를 따라 갔다. 귀국 직전인 3월 16일과 17일 양일간 올콕은 노중 수좌, 구제 히로치카와 비밀 회담을 가지고 (안도 노부마사는 사카시타 문 밖의 변으로 부상) 더 자세히 일본 정세를 이해했다. 5월 30일에 런던에 도착하여 6월 6일 5년 개항 개발 시한 연기를 인정한 〈런던 각서〉가 체결되었다. 귀국 중인 6월 19일, 바스 훈장을 수여받고, ‘경’의 칭호를 얻었다. 또한 이 휴가 중에 러더포드는 자신의 저서 《대군의 도시》를 발간할 준비를 마치고 1863년에 런던에서 간행했다.
약 2년간의 휴가를 보낸 후 1864년(겐지 원년) 봄에 일본에 복귀했다. 그러나 일본의 양상은 급변해 있었다. 귀국 중에 나마무기 사건과 그에 대한 보복으로 사쓰에이 전쟁이 벌어졌고, 조슈번이 외국 선박을 포격했기 때문에 간몬 해협은 항행 불능이 되어 있는 등 일본의 양이적 경향이 강해지고 있었다. 막부도 양이파를 회유하기 위해 유럽에 요코하마 쇄항 담판 사절단을 파견했다. 올콕은 이를 타파하고자, 시코쿠 함대를 동원한 시모노세키 포격 사건에서 주도적 역할을 하였고, 이것을 인정하지 않았던 외무부 장관 존 러셀에 의해 소환되었다. 주일 공사는 일찍이 청나라에서 자신의 아랫 사람이었던 해리 파크스(재임, 1865 - 1883년)에게 물려주었다.

## 이후
이후에 올콕의 외교 정책이 부당하지 않았음을 인정받았기 때문에, 일본에 귀임을 요청을 하였지만 거부당했다. 그러나 1865년에는 당시 아시아 주재 외교관 중 가장 지위가 높았던 청나라 주재 공사로 임명되어 1869년까지 베이징에 재임을 하였다. 같은 해에 외교관을 은퇴한 후에 왕립지리학회와 정부위원회 위원 등을 역임했다.
1897년 런던에서 사망했다.

## 같이 보기
- 쇄국정책